# ISO 3166-2:DE
ISO 3166-2:DE es la entrada para Alemania en ISO 3166-2, parte de los códigos de normalización ISO 3166 publicados por la Organización Internacional de Normalización (ISO), que define los códigos para los nombres de las principales subdivisiones (p.ej., provincias o estados) de todos los países codificados en ISO 3166-1.
En la actualidad, para Alemania los códigos ISO 3166-2 se definen para 16 estados federados, refiriéndose a ellos mediante los términos en alemán Land (singular) y Länder (plural).
Cada código consta de dos partes, separadas por un guion. La primera parte es DE, el código ISO 3166-1 alfa-2 para Alemania. La segunda parte tiene dos letras, derivadas del nombre del Land.

## Códigos actuales
Los nombres de las subdivisiones se ordenan según el estándar ISO 3166-2 publicado por la Agencia de Mantenimiento ISO 3166 (ISO 3166/MA).
Pulsa sobre el botón en la cabecera para ordenar cada columna.
| Código | Nombre de la subdivisión (de) | Nombre de la subdivisión (es)     |
| ------ | ----------------------------- | --------------------------------- |
| DE-BW  | Baden-Württemberg             | Baden-Wurtemberg                  |
| DE-BY  | Bayern                        | Baviera                           |
| DE-BE  | Berlín                        | Berlín                            |
| DE-BB  | Brandenburg                   | Brandeburgo                       |
| DE-HB  | Bremen                        | Bremen                            |
| DE-HH  | Hamburg                       | Hamburgo                          |
| DE-HE  | Hessen                        | Hesse                             |
| DE-MV  | Mecklenburg-Vorpommern        | Mecklemburgo-Pomerania Occidental |
| DE-NI  | Niedersachsen                 | Baja Sajonia                      |
| DE-NW  | Nordrhein-Westfalen           | Renania del Norte-Westfalia       |
| DE-RP  | Rheinland-Pfalz               | Renania-Palatinado                |
| DE-SL  | Saarland                      | Sarre                             |
| DE-SN  | Sachsen                       | Sajonia                           |
| DE-ST  | Sachsen-Anhalt                | Sajonia-Anhalt                    |
| DE-SH  | Schleswig-Holstein            | Schleswig-Holstein                |
| DE-TH  | Thüringen                     | Turingia                          |